# Edwin Land
Edwin Herbert Land, född 7 maj 1909, död 1 mars 1991, var en amerikansk vetenskapsman och uppfinnare, främst berömd för att ha varit en av grundarna bakom Polaroid Corporation. 
Bland de saker Land bidrog till att uppfinna var billiga filter för att polarisera ljus och ett fungerande system för snabbframkallning inbyggt i en kamera, direktbildskameran, som började säljas i slutet av 1948 och gjorde det möjligt att ta och framkalla en bild på under en minut. I Sverige kallades kameran "Polaroidkamera" i folkmun.